# 京阪ビルテクノサービス
京阪ビルテクノサービス株式会社（けいはんビルテクノサービス）は、大阪府枚方市に置く企業で、京阪電気鉄道の完全子会社のひとつである。旧名は京阪エンジニアリングサービス（けいはんエンジニアリングサービス）。

## 事業
総合ビルメンテナンス業務
- 建物の設備管理、警備業務全般（京阪セキュリティ）、清掃衛生管理
- 昇降機の設備工事、保守管理
- 消防施設の設備工事、保守管理
- 電気設備に関する調査、企画、保守管理

各種設備の設計、工事監理、施工
- 電気設備
- 空調衛生設備
- 建築工事
- 大規模修繕工事

電気資材・建築資材の販売、修理
不動産の販売、賃貸、管理、コンサルタント業務

## 沿革
- 1984年（昭和59年）11月12日 - 京阪エンジニアリングサービスを設立（資本金 1,000万円）。
- 1985年（昭和60年）
  - 4月1日 - 営業開始。
  - 8月23日 - 建設業法により電気工事、電気通信工事、管工事、機械器具設置工事、消防施設工事の許可を得る（大阪府知事許可(般)第70583号）。
- 1986年（昭和61年）
  - 3月29日 - 資本金を2,000万円に増資
  - 4月1日 - 建設業法により電気工事業、電気通信工事業、管工事業の特定工事業の許可を得る（大阪府知事許可(特)第70583号）。
- 1989年（平成元年）6月20日 - 資本金を3,000万円に増資
- 1995年（平成7年）6月26日 - 資本金を5,000万円に増資
- 1998年（平成10年）7月8日 - 建設業法により(特)電気工事業、電気通信工事業、管工事業(般)機械器具設置工事業、消防施設工事業の許可を得る（国土交通大臣　第17809号）
- 1999年（平成11年）2月8日 - 本社を「京阪枚方北ビル」2Fへ移転。
- 2006年（平成18年）5月31日 - 京阪宇治交サービスより清掃業、警備業を譲受する。
- 2008年（平成20年）
  - 3月17日 - 建設業法により土木工事業　建築工事業の特定工事業許可の許可を得る（国土交通大臣許可　(特)第17809号）。
  - 3月31日 - 京阪建設と合併。
- 2009年（平成21年）1月31日 - 資本金7000万円に増資
- 2014年（平成26年）7月14日 - 株式会社京阪エンジニアリングサービス分割準備会社設立（資本金 4,000万円）。
- 2014年（平成26年）10月1日 - 商号を京阪ビルテクノサービス株式会社に変更。鉄道施設メンテナンス事業を株式会社京阪エンジニアリングサービス分割準備会社に会社分割（同社は同日付で株式会社京阪エンジニアリングサービスに商号変更）[2]。